# Ove Heyman
Ove Fredrik Heyman, född 1 oktober 1931 i Stockholm, är en svensk diplomat.

## Biografi
Heyman är son till direktör Gustav Heyman och Dagmar Beskow. Han diplomerades från Handelshögskolan i Stockholm 1955 innan han blev attaché vid Utrikesdepartementet (UD) 1957.
Han tjänstgjorde i Jakarta och Paris 1957-1963, vid UD 1963-1969 och var förste ambassadsekreterare vid FN-delegationen i New York 1969-1972. Heyman var därefter kansliråd vid politiska avdelningen vid UD 1973-1975, ambassadör i Lusaka 1975-1979, vice VD för Sveriges exportråd 1979-1986, ambassadör i Tokyo 1986-1991 och ambassadör (östsamordnare) vid UD från 1992. Heyman var även ordförande för föreningen Svenskar i Världen från 1994, ordförande i Handelskammaren Sverige-Israel och Svensk-Japanska Sällskapet 
Han gifte sig 1961 med Ann-Christine Tergil (född 1938), dotter till godsägaren Torgny Tergil och Harriet Ahl.